# Buffalo Billingsfors IBK
Buffalo Billingsfors IBK är Bengtsfors kommuns enda innebandyförening som har både A-lag och U-lag för herrar samt ett antal ungdomslag i olika åldersklasser. Klubbens herrar har som bäst spelat i division 1 men nu är det spel i division 3 som gäller. Damlaget spelade som bäst i division 2 Värmland men är nu nedlagt sedan ett antal år. Bröderna Björn och Daniel Adolfsson som spelat i Karlstads IBF i Division 1 har Billingsfors IBK som moderklubb.
Andra spelare som också har Billingsfors IBK som moderklubb är Dragana Mrsic som bland annat spelat i Falun och Karlstads IBF men nu lagt av. Hon har också varit med i junior-VM för Sverige. Före detta Karlstadsspelaren Mattias Hansen Andreasson är också en BIBK fostrad spelare även spelade i VM 2014 för USA:s landslag. År 2019 firar förening 30-årsjubileum.